# Anna Górna

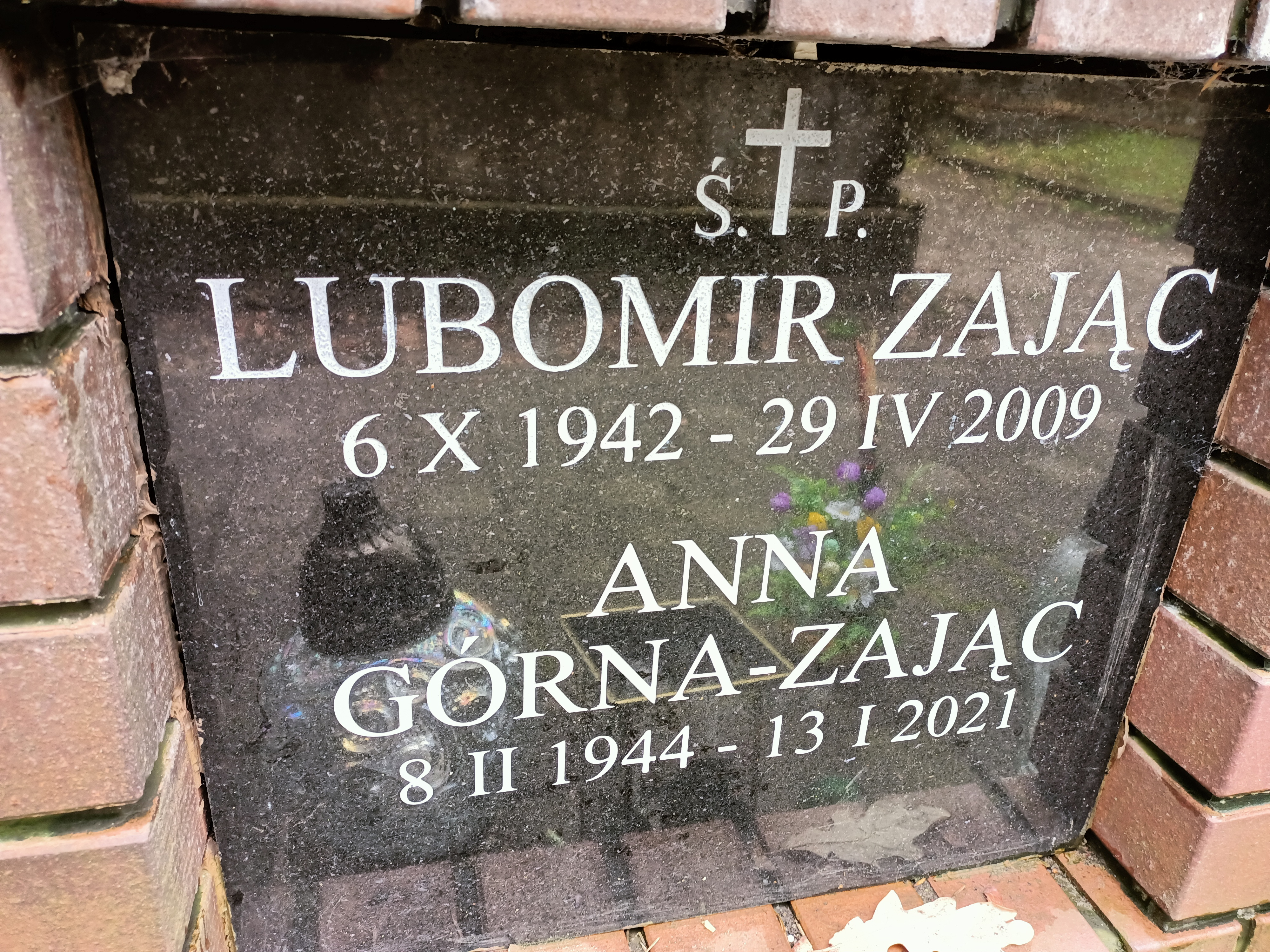
Grób Anny Górnej-Zając na cmentarzu Powązkowskim

Anna Górna (ur. 8 lutego 1944 w Warszawie, zm. 13 stycznia 2021) – polska aktorka, scenarzystka i reżyser. W roku 1970 ukończyła studia na Wydziale Reżyserii PWSFTviT w Łodzi.

## Scenariusz
- 1988 – Gloria Victis
- 1988 – Operacja Bieszczady
- 1985 – Maciej Prus. Zrozumieć "Dziady"
- 1981 – Stowarzyszenie Teatralne Gardzienice
- 1981 – ...i zaczęli mówić chłopi
- 1980 – Tylko tyle
- 1977 – A za tą górą czeka jesień

## Reżyseria
- 2001 – Bliscy a dalecy
- 1988 – Operacja Bieszczady
- 1985 – Maciej Prus. Zrozumieć "Dziady"
- 1981 – Stowarzyszenie Teatralne Gardzienice
- 1980 – Tylko tyle
- 1977 – A za tą górą czeka jesień

## Przed kamerą
- 1964 Upał - Grzanka

## Reżyseria dubbingu
- 2004 – Roly Mo zaprasza
- 1996–1997 – Przygody Pytalskich
- 1995 – Co za kreskówka!
- 1991–1992 – Trzy małe duszki
- 1990–1994 – Przygody Animków
- 1990–1993 – Szczenięce lata Toma i Jerry’ego
- 1989–1995 – Zamek Eureki
- 1989 Babar zwycięzca
- 1985–1988 – Troskliwe misie